# نعيم (اسم)
نعيم هو اسم علم مذكر من أصل عربي، ومعناه هو رغد العيش، الدعة، السعادة، قال تعالى: ﴿إن الأبرار لفي نعيمٍ﴾ [المطففين 22] والنعيم كل ما فيه لذة ودعة وراحة، والقدماء يلفظونه مصغرًا مثل نعيم بن مسعود (ت نحو 30هـ) صحابي ذو دور في حرب الخندق.

## شخصيات تحمل الاسم
- نعيم أعراب (لاعب كرة قدم بلجيكي، 7 فبراير 1988[3] – )
- نعيم بن مسعود
- نعيم سعد (لاعب كرة قدم كويتي، 1 أكتوبر 1957 – )
- نعيم سعداوي (لاعب كرة قدم إيراني، 16 يونيو 1969 – )
- نعيم سليتي (27 يوليو 1992[4] – )
- نعيم سليمان أوغلو (23 يناير 1967[5][6] – 18 نوفمبر 2017)
- نعيم عرايدي (2 أبريل 1950 – 2 أكتوبر 2015)
- نعيم فراشري (25 مايو 1846 – 20 أكتوبر 1900)
- نعيم قاسم (سياسي لبناني من حركة أمل، 1953 – )
- نعيم قطان (كاتب كندي، 26 أغسطس 1928 – )

## وصلات خارجية
- موسوعة السلطان قابوس لأسماء العرب